# Lancia Flaminia
O Lancia Flaminia (Tipo 813/823/824/826) é um carro de luxo produzido pela montadora italiana Lancia de 1957 a 1970. Foi o modelo principal da Lancia na época, substituindo o Aurelia. Esteve disponível durante toda a sua existência nas versões sedã, cupê e conversível. O Flaminia cupê e o conversível eram carros produzidos com carrocerias de diversas prestigiosas encarroçadoras italianas. Quatro limusines alongadas "presidenciais" foram produzidas pela Pininfarina para uso em visitas de Estado.
12.633 carros foram vendidos ao longo de seus 13 anos de existência. O cupê superou as vendas do sedã de quatro portas, um fato incomum, especialmente considerando que as carrocerias dos cupês Flaminia os tornavam consideravelmente mais caros que o imponente Berlina. Após um hiato de sete anos, o Flaminia foi efetivamente substituído pelo Gamma como o novo carro-chefe da Lancia em 1976.